# Niderlandy (kraina historyczna)
Niderlandy – historyczna nazwa nizinnych terenów u ujścia Renu, Mozy i Skaldy do Morza Północnego, z czasem rozciągnięta również na Ardeny i sąsiednie wyżyny (dzisiejsza Belgia, Holandia i Luksemburg).

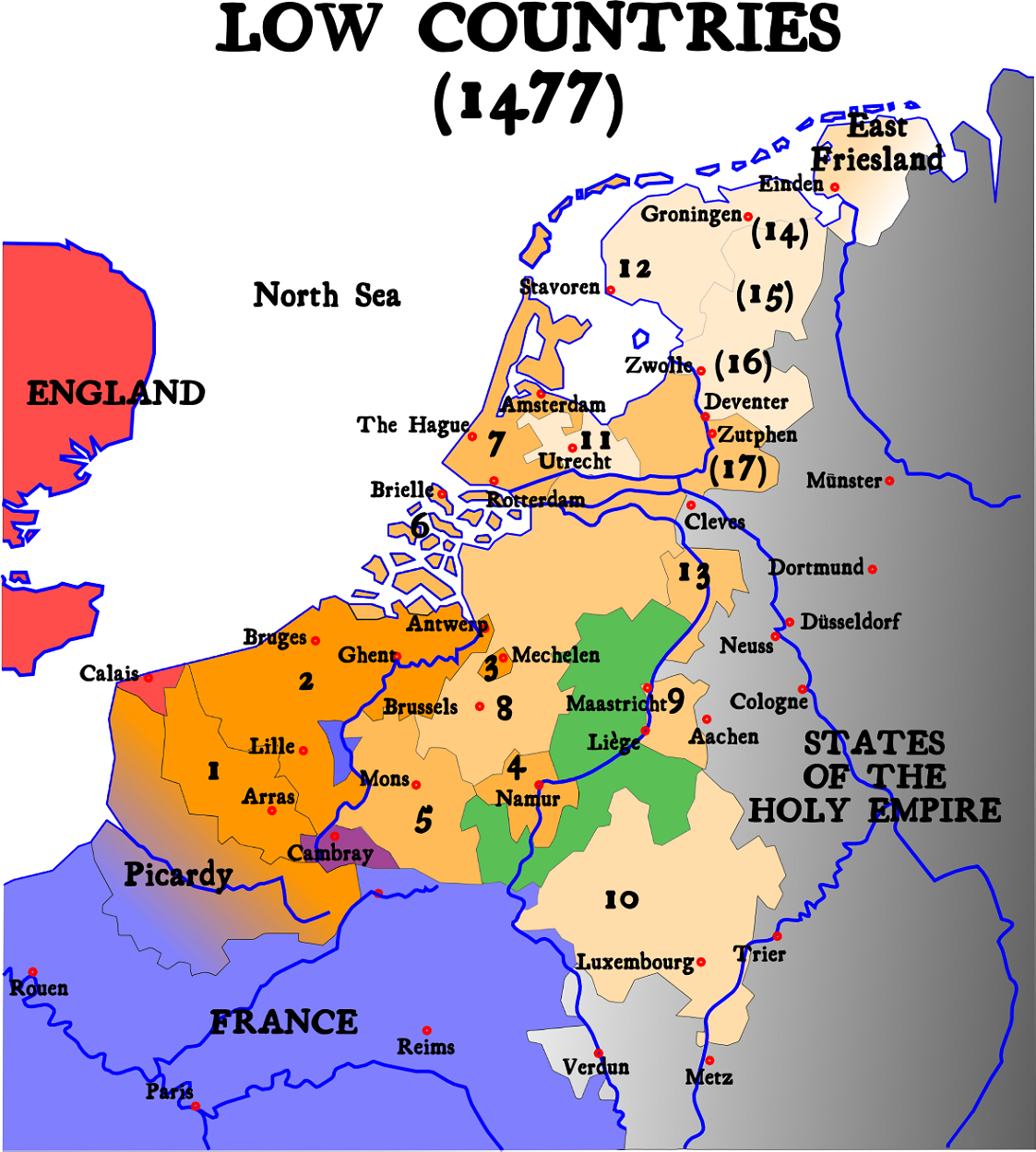
Niderlandy w 1477

## Historia
Niderlandy początkowo były zamieszkane przez ludność germańsko-romańską. W I wieku, pod panowaniem rzymskim, pojawiły się pierwsze miasta: Ulpia Noviomagius (dziś Nijmegen), Trajectum (Utrecht), Lugdunum Batavorum (Lejda), Forum Hadriani (Veur, zach. Flandria) i Praetorium Agripinnae (Valkenburg). Za Karola Wielkiego Niderlandy składały się z ok. 50 okręgów zwanych hrabstwami (comitates).
Na tym terenie istniały w średniowieczu księstwa i hrabstwa wchodzące w skład Świętego Cesarstwa Rzymskiego (m.in. Brabancja, Hainaut, Liège, Holandia, Luksemburg, Geldria) i Francji (Flandria). Kraiki zostały połączone na przełomie XIV w. i XV w. przez książąt burgundzkich, a po ich wygaśnięciu (1477) przeszły pod panowanie Habsburgów.
Pod rządy Habsburgów Niderlandy przeszły po śmierci Marii Burgundzkiej (1457-1482), na mocy układów w Arras (1482) i Senlis (1493). Pierwszym władcą habsburskim był syn Marii – Filip Piękny (1478-1506), liczący w chwili jej śmierci zaledwie 4 lata. W jego imieniu władzę sprawował ojciec Maksymilian Habsburg, który w 1486 został wybrany na króla Niemiec. Opór niechętnych mu miast niderlandzkich złamał przy pomocy najemników niemieckich. Gdy w 1493 Maksymilian uzyskał koronę cesarską jako Maksymilian I – Niderlandczycy postanowili przekazać władzę Filipowi. Młody król starał się zachować neutralność wobec trzech wielkich sąsiadów: Anglii, Francji i Rzeszy Niemieckiej. Wprawdzie polityka ta doprowadziła do niekorzystnego układu handlowego z Anglią (1505) i do złożenia hołdu lennego Francji z hrabstwa flandryjskiego, ale jednocześnie gwarantowała bezpieczeństwo.
W 1496 Filip i jego młodsza siostra Małgorzata Austriacka weszli w związki małżeńskie z dziećmi Ferdynanda Aragońskiego i Izabeli Kastylijskiej: Małgorzata poślubiła księcia don Juana, zaś Filip jego młodszą siostrę – Joannę Kastylijską. Przedwczesna śmierć następcy tronu don Juana, a następnie Izabeli I sprawiły, że Joanna została królową Kastylii. W 1504 Filip wraz z małżonką udali się tam, by uroczyście zainaugurować swe rządy. Ich panowanie nie trwało jednak długo – Filip zmarł już w 1506, zaś Joanna została uznana za niezdolną do sprawowania władzy (wskutek obłędu) i od 1507 w Kastylii regencję w imieniu córki sprawował Ferdynand Aragoński. W Niderlandach zaś, w imieniu syna Filipa i Joanny, wówczas 6-letniego Karola, rządy sprawowała siostra Filipa – Małgorzata Austriacka.
Na początku 1515 młody Karol został uznany za pełnoletniego i wówczas przejął ster rządów w Niderlandach. Rok później, po śmierci Ferdynanda Kastylijskiego, przypadł mu tron hiszpański. Po śmierci cesarza Maksymiliana I w 1519, Małgorzata czyniła zabiegi o sukcesję dla swego bratanka. Ostatecznie w 1530 Karol, jako Karol V, został uznany cesarzem. W ten sposób, na skutek splotu wydarzeń i powiązań dynastycznych Niderlandy w I poł. XVI wieku stały się elementem największej wówczas monarchii. Po śmierci Małgorzaty Austriackiej Karol V, wbrew jej radom, wprowadził w Niderlandach wiele reform mających na celu wzmocnienie władzy centralnej.
W 1531 utworzono trzy rady, zwane przybocznymi, które miały pomagać w sprawowaniu rządów:
- Rada Państwa, składająca się z przedstawicieli arystokracji, miała zajmować się sprawami politycznymi,
- Rada Prywatna, grupująca prawników, otrzymała uprawnienia legislacyjne i sądownicze oraz
- Rada Finansów, która czuwała nad stanem finansów państwa.

Dążenia do centralizacji związane były z dążeniem do jednoczenia ziem Niderlandów, powiększonych o Tournai, Fryzję (1523) i Utrecht (1548). Jedność zdobytych ziem potwierdził w 1548 sejm w Augsburgu, na którym zjednoczone Niderlandy uznano za kraj wchodzący w skład Rzeszy. Rok później ogłoszono sankcję pragmatyczną, regulującą w identyczny sposób sprawy sukcesji we wszystkich prowincjach. Tym samym trzymilionowe Niderlandy (Siedemnaście Prowincji) zostały ściśle związane z Habsburgami hiszpańskimi, uzyskując niezależność zarówno od Francji, jak i cesarstwa niemieckiego. W 1555 Karol V abdykował, pozostawiając Niderlandy swemu synowi Filipowi II, który czuł się jednak na tych ziemiach obco.
Po powstaniu i antyhiszpańskiej wojnie wyzwoleńczej (1566–1609) północna część Niderlandów uzyskała niepodległość. W 1579 prowincje północne zawarły Unię Utrechcką, a w 1581 powołały Republikę Zjednoczonych Prowincji.
Część południowa pozostała przy Hiszpanii na mocy Unii z Arras.
W 1714 południowa część Niderlandów przypadła Austrii, a w 1792 i 1795–1814 była pod władzą Francji.
W latach 1815–1830 obie części Niderlandów zostały połączone i utworzyły Królestwo Zjednoczonych Niderlandów.
W 1830, w wyniku rewolucji, od Królestwa oderwały się południowe Niderlandy (dzisiejsza Belgia), a samo królestwo straciło w nazwie „zjednoczone” i przyjęło kształt obecnej Holandii. Pierwotnie Holandia była jedną z prowincji niderlandzkich (tworzyła m.in. Republikę Zjednoczonych Prowincji). Obecnie jest podzielona na dwie prowincje: Holandię Południową i Północną.
W 1867 niepodległość uzyskało Wielkie Księstwo Luksemburga (które pozostawało w unii personalnej z Holandią do 1890).